# Gorilla Glass
Le Gorilla Glass est une marque de verre renforcé chimiquement, un verre d'alcali-aluminosilicate, développé et commercialisé par Corning spécifiquement pour le marché des verres d'appareils électroniques portables avec écran tactile ou non. Gorilla obtient sa résistance par un procédé de fabrication qui remplace les ions de sodium du verre par des ions de potassium, plus grands, créant plus de compression à la surface du matériau. Il se caractérise par sa finesse, sa solidité et sa résistance au rayage. D'après Corning, ce type de verre serait utilisé par plus de 33 grandes marques, équipant plus de 900 modèles, ce qui représenterait plus d'un milliard d'appareils dans le monde. Il détient ainsi plus de 80 % du marché du verre de protection trempé.

## Gorilla Glass 2
Début 2012, Corning annonce le développement de Gorilla Glass 2, un verre 20 % plus mince que le matériau d'origine tout en offrant la même résistance à la rayure, la même robustesse et une meilleure sensibilité au toucher.

## Gorilla Glass 3
Début 2013, le Gorilla Glass 3 propose une « résistance native aux dommages » qui augmente de 40 % sa résistance aux rayures. Le premier terminal doté de ce type de verre est le Samsung Galaxy S4 sorti en avril 2013. En 2014, le verre Gorilla Glass équipe près d'un millier de produits de différentes marques.

## Gorilla Glass 4
En novembre 2014, le Gorilla Glass 4 propose une meilleure résistance aux chutes, résistant à 80 % des chutes simulées d'une hauteur d'un mètre.

## Gorilla Glass 5
En juillet 2016, Corning annonce le Gorilla Glass 5, résistant à 80 % des chutes d'une hauteur de 1,6 mètre sur une surface rugueuse.

## Gorilla Glass 6
Le 19 juillet 2018, Corning annonce le Gorilla Glass 6, résistant à 15 chutes d'une hauteur de 1 mètre, soit 2 fois plus de chutes que la moyenne observée pour la génération précédente selon Corning. Apparu sur le Samsung Galaxy S10.

## Gorilla Glass Victus
Gorilla Glass Victus a été introduit en juillet 2020. Corning affirme qu'il a deux fois la résistance aux rayures de Gorilla Glass 6. Il a été utilisé pour la première fois sur le Samsung Galaxy Note 20 Ultra en 2020. 

## Sources
- (en) Informations sur la page de Corning
- (en) The science behind stronger display glass on your phone, computer, article de Smartplanet.com
- (en) Gorilla Glass 3